# تئاتر یوجین اونیل
تئاتر یوجین اونیل (انگلیسی: Eugene O'Neill Theatre) یک سالن تئاتر متعلق به گروه تئاترهای جوجمسین در شهر نیویورک، آمریکا است.
این تئاتر که در سال ۱۹۲۵ تاسیس شده در منطقه تئاتر برادوی قرار دارد و دارای ۱٬۱۰۸ نفر ظرفیت است.

## نگارخانه
- Jujamcyn Theaters
- Eugene O'Neill Theatre در بانک اطلاعات اینترنتی برادوی